# Населення Великої Британії
Населення Великої Британії. Чисельність населення країни 2015 року становила 64,088 млн осіб (23-тє місце у світі). Чисельність британців стабільно збільшується, народжуваність 2015 року становила 12,17 ‰ (161-ше місце у світі і 3-тє в Європейському союзі після Німеччини та Франції), смертність — 9,35 ‰ (60-те місце у світі), природний приріст — 0,54 % (155-те місце у світі). 

## Історія
Населення Великої Британії складається, переважно, з білих британців. Перебуваючи недалеко від континентальної Європи, країни, які лягли в основу Сполученого Королівства, були схильні до багатьох вторгнень та міграцій, особливо зі Скандинавії і континенту, в тому числі Римська окупація протягом кількох століть. Вважається, що британський народ сформувався переважно з різних етнічних груп, які оселилися там до XI століття: докельтської, кельтської, англосаксонської, вікінгської і норманської. Тим не менш, генетик Стівен Оппенгеймер проводив великі дослідження на Британських островах і встановив, що кельти та англосаксонці мають незначний вплив, при цьому більшість британців етнічно беруть корені від іберійської міграції давнього палеоліту (15 тис. років тому), залишки тогочасного населення представлені басками.

## Природний рух

### Відтворення

Демографічна піраміда Великої Британії, 2020

Народжуваність у Великій Британії, станом на 2015 рік, дорівнює 12,17 ‰ (161-ше місце у світі). Коефіцієнт потенційної народжуваності 2015 року становив 1,89 дитини на одну жінку (140-ве місце у світі). Рівень застосування контрацепції 84 % (станом на 2009 рік). Середній вік матері при народженні першої дитини становив 28,1 року (оцінка на 2012 рік лише для Англії та Вельсу).
Смертність у Великій Британії 2015 року становила 9,35 ‰ (60-те місце у світі).
Природний приріст населення в країні 2015 року становив 0,54 ‰ (155-те місце у світі).

### Вікова структура
Середній вік населення Великої Британії становить 40,5 року (42-ге місце у світі): для чоловіків — 39,3, для жінок — 41,7 року. Очікувана середня тривалість життя 2015 року становила 80,54 року (33-тє місце у світі), для чоловіків — 78,37 року, для жінок — 82,83 року.
Вікова структура населення Великої Британії, станом на 2015 рік, виглядає таким чином:
- діти віком до 14 років — 17,37 % (5 706 871 чоловік, 5 424 654 жінки);
- молодь віком 15—24 роки — 12,41 % (4 060 480 чоловіків, 3 891 261 жінки);
- дорослі віком 25—54 роки — 40,91 % (13 344 087 чоловіків, 12 873 234 жінки);
- особи передпохилого віку (55—64 роки) — 11,58 % (3 675 565 чоловіків, 3 746 483 жінки);
- особи похилого віку (65 років і старіші) — 17,73 % (5 086 919 чоловіків, 6 278 667 жінок)[1].

### Шлюбність— розлучуваність
Коефіцієнт шлюбності, тобто кількість шлюбів на 1 тис. осіб за календарний рік, дорівнює 4,3; коефіцієнт розлучуваності — 2,0; індекс розлучуваності, тобто відношення шлюбів до розлучень за календарний рік — 47 (дані за 2009 рік). Середній вік, коли чоловіки беруть перший шлюб дорівнює 33,1 року, жінки — 30 року, загалом — 31,6 року (дані за 2010 рік).

## Розселення

Густота населення Британських островів

Густота населення країни 2015 року становила 267,5 особи/км² (51-ше місце у світі). Центральне ядро розміщення населення країни припадає на столичний регіон Лондона, центральну Англію (Бірмінгем, Манчестер, Ліверпуль), шотландський Лоуленд (між Глазго і Единбургом), південний Уельс (Кардіфф), східну частину Північної Ірландії (Белфаст). Густота населення Великого Лондона становить трохи більше 5200 осіб/км².
| Регіон            | Населення (2011) | % (2011) | % (2011) |
| ----------------- | ---------------- | -------- | -------- |
| Англія            | 53 012 456       | 83.9     | 83.9     |
| Шотландія         | 5 295 000        | 8.4      | 8.4      |
| Уельс             | 3 063 456        | 4.8      | 4.8      |
| Північна Ірландія | 1 810 863        | 2.9      | 2.9      |
| Велика Британія   | 63 182 000       | 100      | 100      |

### Урбанізація
Велика Британія надзвичайно урбанізована країна. Рівень урбанізованості становить 82,6 % населення країни (станом на 2015 рік), темпи зростання частки міського населення — 0,88 % (оцінка тренду за 2010—2015 роки). У Великій Британії загалом налічується 11 міських агломерацій, населення яких перевищує 500 тис. жителів.
Головні міста держави: Лондон (столиця) — 10,313 млн осіб, Манчестер — 2,646 млн осіб, Бірмінгем — 2,515 млн осіб, Глазго — 1,223 млн осіб, Саутгемптон — Портсмут — 882,0 тис. осіб, Ліверпуль — 870,0 тис. осіб (дані за 2015 рік).

## Міграція
Річний рівень імміграції 2015 року становив 2,54 ‰ (40-ве місце у світі). Цей показник не враховує різниці між законними і незаконними мігрантами, між біженцями, трудовими мігрантами та іншими.

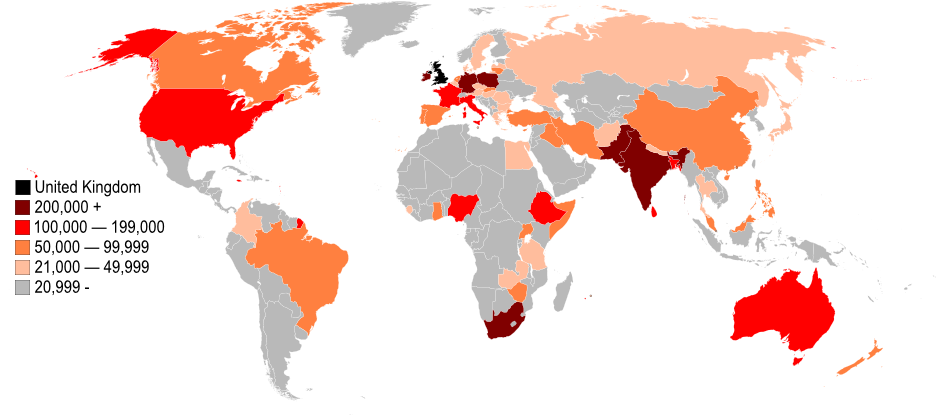
Країни походження мігрантів, квітень 2007 — березень 2008
Країни народження іноземців, квітень 2007 — березень 2008

У 2022 році сальдо міграції Великої Британції становило понад 600 тисяч, із яких 100% складають мігранти з поза меж ЄС.

#### Біженці й вимушені переселенці
Станом на 2015 рік, у країні постійно перебуває 12,38 тис. біженців з Еритреї, 12,8 тис. з Ірану, 9,05 тис. із Зімбабве, 9,35 тис. з Афганістану, 6,9 тис. із Сомалі, 6,1 тис. з Пакистану, 5,29 тис. із Шрі-Ланки, 6,07 тис. із Судану, 6,49 тис. із Сирії.
У країні мешкає 41 особа без громадянства.
Велика Британія є членом Міжнародної організації з міграції (IOM).

## Расово-етнічний склад

Зміна расово-етнічного складу Великої Британії, 1951-2011

Головні етноси країни: білі — 87,2 %, негри (африканці, негри Карибського регіону) — 3 %, індійці — 2,3 %, пакистанці — 1,9 %, мішаного походження — 2 %, інші — 3,7 % населення (оціночні дані за 2011 рік).
| Етнічна група                                              | Чисельність | %      |
| ---------------------------------------------------------- | ----------- | ------ |
| Білі британці                                              | 44,355,044  | 74.4 % |
| Решта білих (включаючи ірландців, пейві та циган)          | 4,344,187   | 7.3 %  |
| Азіати (індійці, пакистанці, бангладешці, китайці та інші) | 5,515,455   | 9.3 %  |
| Негри (африканці, негри Карибського регіону та інші)       | 2,409,283   | 4.0 %  |
| Змішані                                                    | 1,717,977   | 2.9 %  |
| Інші                                                       | 1,255,632   | 2.1 %  |
| Загалом                                                    | 59,597,578  | 100 %  |

### Прогнози
Станом на 2021 рік білі британці і досі складають абсолютну більшість населення, проте протягом останніх десятиліть завдяки міграційній політиці їхня частка стрімко зменшується. Так, за переписом населення 2001 року вони складали 87% населення Англії, 2011 року – 79%, а 2021-го – усього 73%. У Вельсі динаміка подібна: 96%, 93% і 90% відповідно. Ба більше, зменшується також і чисельність білих британців.

Прогноз Коулмана щодо расово-етнічного складу Великої Британії, 2010

У 2010 році демограф Девід Коулман опублікував дослідження, у ході якого він прогнозує майбутній демографічний спад білих британців у Британії, вказуючи, що вони стануть меншиною у Бірмінгемі та Лондоні протягом 2020-х років. Він також підрахував, що приблизно з 2056 по 2066 рік тенденція до зменшення частки білого населення призведе до того, що у Великій Британії білі стануть меншиною. Ним було розглянуто декілька сценаріїв. За одним із них, якщо іміграція складатиме до 254 тисяч осіб на рік, а еміграція білих британців – 74 тисяч осіб на рік, до 2051 року білі британці зменшаться до 59% від загальної кількості населення, інші білі становитимуть 10%, а небілі – 31% населення. До 2066 року це неминуче призведе до того, що білі британці стануть меншиною. Проте динаміка міграції небілого населення, яка була актуальною на момент проведення та публікації дослідження, тільки посилилася: так, у 2022 році сальдо міграції становило понад 600 тисяч, з яких 100% складають мігранти з країн поза межами ЄС.
Такі прогнози розділяє демограф із Оксфордського університету Пол Морланд, який також бачить причину зменшення долі білих британців у міграційній політиці британського уряду.

## Мови
| Мови Великої Британії (2012 рік) | Мови Великої Британії (2012 рік) | Мови Великої Британії (2012 рік) | Мови Великої Британії (2012 рік) | Мови Великої Британії (2012 рік) |
| -------------------------------- | -------------------------------- | -------------------------------- | -------------------------------- | -------------------------------- |
| Мова:                            |                                  |                                  | Відсоток:                        |                                  |
| англійська                       | англійська                       |                                  | 100%                             | 100%                             |
| шотландська                      | шотландська                      |                                  | %                                | %                                |
| гельська                         | гельська                         |                                  | %                                | %                                |
| валлійська                       | валлійська                       |                                  | %                                | %                                |
| ірландська                       | ірландська                       |                                  | %                                | %                                |
| корнська                         | корнська                         |                                  | %                                | %                                |

Офіційна мова: англійська. Інші поширені мови: шотландська — володіє 30 % населення Шотландії, гельська — 60 тис. носіїв у Шотландії, валлійська — 20 % населення Уельсу, ірландська — 10 % населення Північної Ірландії, корнська — 2-3 тис. носіїв у Корнуолі (оцінка 2012 року). У Північній Ірландії найпоширенішою мовою є англійська. У Північному та Західному Уельсі валлійська вельми поширена як перша мова, але в набагато меншій мірі, ніж англійська домінує на південному сході країни.
Велика Британія, як член Ради Європи, 2 березня 2000 року підписала і ратифікувала 27 березня 2001 року Європейську хартію регіональних мов (набула чинності 1 липня 2001 року). Регіональними мовами визнані: корнська, менська, ірландська, шотландська (у Шотландії і Північній Ірландії (ольстерський діалект), валлійська (в Уельсі), гельська.

## Релігія
| Релігія у Великій Британії (2015 рік) | Релігія у Великій Британії (2015 рік) | Релігія у Великій Британії (2015 рік) | Релігія у Великій Британії (2015 рік) | Релігія у Великій Британії (2015 рік) |
| ------------------------------------- | ------------------------------------- | ------------------------------------- | ------------------------------------- | ------------------------------------- |
| Віросповідання:                       |                                       |                                       | Відсоток:                             |                                       |
| нерелігійні                           | нерелігійні                           |                                       | 52%                                   | 52%                                   |
| християни                             | християни                             |                                       | 35.6%                                 | 35.6%                                 |
| мусульмани                            | мусульмани                            |                                       | 6.7%                                  | 6.7%                                  |
| інші релігії                          | інші релігії                          |                                       | 3.6%                                  | 3.6%                                  |
| не вказували                          | не вказували                          |                                       | 2.1%                                  | 2.1%                                  |

Релігійна належність у Великій Британії у часі

Переважна більшість населення не має релігійної ідентичності. Решта відносять себе до таких релігій та конфесій: християнство (англіканство, римо-католицтво, пресвітеріанство, методизм) — 35,6 %, іслам — 6,7 %, індуїзм — 1,7 %, інші — 3,6 %, не визначились — 2,1 %. Церква Англії та Церква Шотландії виконують функцію національних церков у своїх країнах.

## Освіта
Сполучене Королівство відрізняється надзвичайно високим рівнем грамотності. Рівень письменності 2015 року становив 99 % дорослого населення (віком від 15 років): 99 % — серед чоловіків, 99 % — серед жінок.
Державні витрати на освіту становлять 6,7 % ВВП країни, станом на 2013 рік (36-те місце у світі). Середня тривалість освіти становить 18 років, для хлопців — до 17 років, для дівчат — до 18 років (станом на 2014 рік). У Британській імперії загальна освіта первинного рівня була запроваджена ще 1870 року, середнього — 1900 року. Батьки зобов'язані забезпечити дітям здобуття освіти у віці від 5 до 16, і можуть продовжити навчання безкоштовно у вигляді професійної підготовки або продовження навчання до 18 років. Близько 40 % британських учнів йдуть здобувати вищу освіту (18+).

## Охорона здоров'я
Забезпеченість лікарями в країні на рівні 2,81 лікаря на 1000 мешканців (станом на 2013 рік). Забезпеченість лікарняними ліжками в стаціонарах — 2,9 ліжка на 1000 мешканців (станом на 2011 рік). Загальні витрати на охорону здоров'я 2014 року становили 9,1 % ВВП країни (30-те місце у світі).
Смертність немовлят до 1 року, станом на 2015 рік, становила 4,38 ‰ (187-ме місце у світі); хлопчиків — 4,8 ‰, дівчаток — 3,95 ‰. Рівень материнської смертності 2015 року становив 9 випадків на 100 тис. народжень (148-ме місце у світі).
Велика Британія входить до складу ряду міжнародних організацій: Міжнародного руху (ICRM) і Міжнародної федерації товариств Червоного Хреста і Червоного Півмісяця (IFRCS), Дитячого фонду ООН (UNISEF), Всесвітньої організації охорони здоров'я (WHO).

### Захворювання
2012 року було зареєстровано 126,7 тис. хворих на СНІД (36-те місце у світі), це 0,33 % населення в репродуктивному віці 15-49 років (81-ше місце у світі). Смертність 2014 року від цієї хвороби становила приблизно 600 осіб (82-ге місце у світі).
Частка дорослого населення з високим індексом маси тіла 2014 року становила 29,8 % (43-тє місце у світі).

### Санітарія
Доступ до облаштованих джерел питної води 2015 року мало 100 % населення в містах і 100 % в сільській місцевості; загалом 100 % населення країни. Відсоток забезпеченості населення доступом до облаштованого водовідведення (каналізація, септик): в містах — 99,1 %, в сільській місцевості — 99,6 %, загалом по країні — 99,2 % (станом на 2015 рік). Споживання прісної води, станом на 2008 рік, дорівнює 13,03 км³ на рік, або 213,2 тонни на одного мешканця на рік: з яких 58 % припадає на побутові, 33 % — на промислові, 9 % — на сільськогосподарські потреби.

## Соціально-економічне становище
Співвідношення осіб, що в економічному плані залежать від інших, до осіб працездатного віку (15—64 роки) загалом становить 55,1 % (станом на 2015 рік): частка дітей — 27,6 %; частка осіб похилого віку — 27,6 %, або 3,6 потенційно працездатного на 1 пенсіонера. Загалом дані показники характеризують рівень затребуваності державної допомоги в секторах освіти, охорони здоров'я і пенсійного забезпечення, відповідно. За межею бідності 2013 року перебувало 15 % населення країни. Розподіл доходів домогосподарств у країні виглядає таким чином: нижній дециль — 1,7 %, верхній дециль — 31,1 % (станом на 2012 рік).
Станом на 2016 рік, уся країна була електрифікована, усе населення країни мало доступ до електромереж. Рівень проникнення інтернет-технологій надзвичайно високий. Станом на липень 2015 року в країні налічувалось 58,961 млн унікальних інтернет-користувачів (10-те місце у світі), що становило 92 % загальної кількості населення країни.

### Трудові ресурси
Загальні трудові ресурси 2015 року становили 32,94 млн осіб (19-те місце у світі). Зайнятість економічно активного населення у господарстві країни розподіляється таким чином: аграрне, лісове і рибне господарства — 1,3 %; промисловість і будівництво — 15,2 %; сфера послуг — 83,5 % (станом на 2014 рік). Безробіття 2015 року дорівнювало 5,4 % працездатного населення, 2014 року — 6,2 % (58-ме місце у світі); серед молоді у віці 15-24 років ця частка становила 16,9 %, серед юнаків — 18,9 %, серед дівчат — 14,8 % (52-ге місце у світі).

## Кримінал

### Наркотики

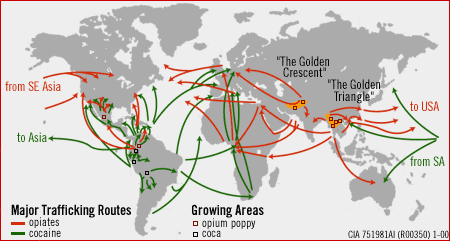
Світові маршрути наркотрафіку

Незначне виробництво синтетичних наркотиків та їх прекурсорів. Великий споживач південно-східноазійського героїну, латиноамериканського кокаїну, синтетичних наркотиків. Важливий центр відмивання грошей. Уряд Великої Британії не докладає зусиль в боротьбі з такими явищами, як примусова праця, сексуальна експлуатація, незаконна торгівля внутрішніми органами, законодавство не відповідає мінімальним вимогам американського закону 2000 року щодо захисту жертв (англ. Trafficking Victims Protection Act’s), країна знаходиться у списку третього рівня.

### Торгівля людьми
Згідно зі щорічною доповіддю про торгівлю людьми (англ. Trafficking in Persons Report) Управління з моніторингу та боротьби з торгівлею людьми Державного департаменту США, уряд Великої Британії докладає усіх можливих зусиль в боротьбі з явищем примусової праці, сексуальної експлуатації, незаконною торгівлею внутрішніми органами, законодавство відповідає усім вимогам американського закону 2000 року щодо захисту жертв (англ. Trafficking Victims Protection Act’s), держава знаходиться у списку першого рівня.

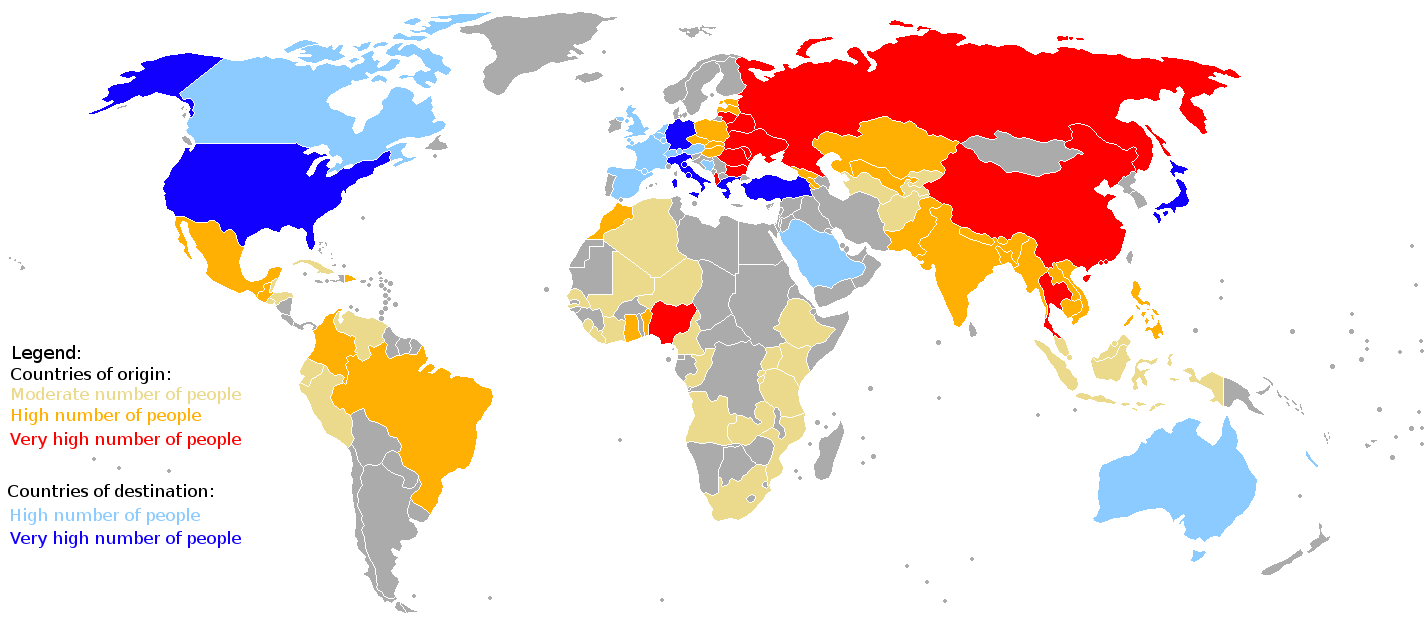
Країни-донори (червоний) і країни-реципієнти кримінальних потоків  (англ.)
Глобальна боротьба з торгівлею людьми (англ.)

## Гендерний стан
Статеве співвідношення (оцінка 2015 року):
- при народженні — 1,05 особи чоловічої статі на 1 особу жіночої;
- у віці до 14 років — 1,05 особи чоловічої статі на 1 особу жіночої;
- у віці 15—24 років — 1,04 особи чоловічої статі на 1 особу жіночої;
- у віці 25—54 років — 1,04 особи чоловічої статі на 1 особу жіночої;
- у віці 55—64 років — 0,98 особи чоловічої статі на 1 особу жіночої;
- у віці за 64 роки — 0,81 особи чоловічої статі на 1 особу жіночої;
- загалом — 0,99 особи чоловічої статі на 1 особу жіночої[1].

## Демографічні дослідження
Демографічні дослідження в країні ведуться рядом державних і наукових установ:

### Українською
- Атлас. 10-11 клас. Економічна і соціальна географія світу / упорядники :  О. Я. Скуратович, Н. І. Чанцева. — К. : ДНВП «Картографія», 2010. — ISBN 978-966-475-639-3.
- Атлас світу / голов. ред. І. С. Руденко ; зав. ред. В. В. Радченко ; відп. ред. О. В. Вакуленко. — К. : ДНВП «Картографія», 2005. — 336 с. — ISBN 9666315467.
- Безуглий В. В. Економічна і соціальна географія зарубіжних країн : Навчальний посібник. — К. : ВЦ «Академія», 2007. — 704 с. — ISBN 978-966-580-239-6.
- Безуглий В. В., Козинець С. В. Регіональна економічна і соціальна географія світу : Навчальний посібник. — видання 2-ге, доп., перероб. — К. : ВЦ «Академія», 2007. — 688 с. — ISBN 966-580-144-9.
- Гудзеляк І. І. Географія населення: Навчальний посібник / І. Гудзеляк. — Л. : Видавничий центр ЛНУ імені Івана Франка, 2008. — 232 с. — ISBN 978-966-613-599-8.
- Дахно І. І. Країни світу: Енциклопедичний довідник / І. І. Дахно, С. М. Тимофієв. — К. : Мапа, 2011. — 606 с. — (Бібліотека нового українця) — ISBN 978-966-8804-23-6.
- Дахно І. І. Економічна географія зарубіжних країн : навчальний посібник. — К. : Центр учбової літератури, 2014. — 319 с. — ISBN 978-611-01-0682-5.
- Джаман В. О. Регіональні системи розселення: демографічні аспекти. — Чернівці : Рута, 2003. — 392 с. — ISBN 9665685988.
- Дорошенко Л. С. Демографія: Навчальний посібник. — К. : МАУП, 2005. — 112 с. — ISBN 966-608-442-2.
- Дубович І. А. Країнознавчий словник-довідник. — 5-те вид., перероб. і доп. — К. : Знання, 2008. — 839 с. — ISBN 978-966-346-330-8.
- Економічна і соціальна географія країн світу. Навчальний посібник / За ред. Кузика С. П. — Л. : Світ, 2002. — 672 с. — ISBN 966-603-178-7.
- Загальна медична географія світу / В. О. Шевченко [та ін.] — К. : [б.в.], 1998. — 178 с.
- Крисаченко В. С. Динаміка населення: Популяційні, етнічні та глобальні виміри. — К. : Видавництво Національного інституту стратегічних досліджень, 2005. — 368 с. — ISBN 966-554-083-1.
- Любіцева О. О., Мезенцев К. В., Павлов С. В. Географія релігій. — К. : АртЕК, 1999. — 504 с. — ISBN 966-505-006-0.
- Масляк П. О. Країнознавство. — К. : Знання, 2007. — 292 с. — (Вища освіта XXI століття)
- Масляк П. О., Дахно І. І. Економічна і соціальна географія світу / П. О. Масляк, І. І. Дахно ; за ред. П. О. Масляка. — К. : Вежа, 2003. — 280 с. — ISBN 966-7091-53-8.

### Російською
- (рос.) Великобритания // Демографический энциклопедический словарь / главн. ред. Валентей Д. И. — М. : Советская энциклопедия, 1985. — 608 с.
- (рос.) Великобритания // Страны и народы. Зарубежная Европа. Западная Европа / Редкол. : В. П. Максаковский (отв. ред.) и др. — М. : «Мысль», 1979. — 381 с. — (Страны и народы) — 180 тис. прим.
- (рос.) Атлас народов мира / Отв. ред. С. И. Брук и В. С. Апенченко. — М. : ГУГК ГГК СССР и Институт этнографии им. Н. Н. Миклухо-Маклая АН СССР, 1964. — 185 с. — 20 тис. прим.
- (рос.) Численность и расселение народов мира. Этнографические очерки / под ред. С. И. Брука. — М. : Издательство АН СССР, 1962. — 487 с.
- (рос.) Лаппо Г. М. География городов: Учебное пособие для географических факультетов вузов. — М. : Туманит, изд. центр ВЛАДОС, 1997. — 476 с. — ISBN 5-691-00047-0.
- (рос.) Урланис Б. Ц. Рост населения в Европе (опыт исчисления). — М. : ОГИЗ-Госполитиздат, 1941. — 436 с.
- (рос.) Ягельский А. География населения. — М. : Прогресс, 1980. — 383 с.